# Kabupaten Mesuji
Kabupaten Mesuji (indonesiska: Kecamatan Mesuji Lampung, Mesuji Lampung, engelska: Mesuji Regency) är ett kabupaten i Indonesien.   Det ligger i provinsen Lampung, i den västra delen av landet, 290 km nordväst om huvudstaden Jakarta. Antalet invånare är 197 437.